# 大尤甘河
大尤甘河（俄语：Большой Юган）是俄羅斯的河流，屬於鄂畢河的左支流，由漢特-曼西自治區負責管轄，河道全長1,063公里，流域面積34,700平方公里，流經西西伯利亞平原，河水主要來自融雪，每年十月至翌年五月結冰。